# Stadio Paavo Nurmi
Lo stadio Paavo Nurmi (in finlandese Paavo Nurmen stadion, in svedese Paavo Nurmis stadion) è uno stadio multiuso a Turku, in Finlandia. Aperto nel 1890, è stato ricostruito nel 1997.
È utilizzato principalmente per partite di calcio e incontri di atletica leggera. Contiene 13000 persone e prende il nome dall'olimpionico Paavo Nurmi, nato a Turku. Nello stadio sono stati stabiliti venti record mondiali di atletica leggera. John Landy ha battuto i record mondiali per i 1500 m e il miglio (1954), Nurmi per i 3000 m (1922), Emil Zátopek (1950) e Ron Clarke (1965) per i 10000 m, Viljo Heino per la corsa di un'ora (1945) e la 20 km (1949), Matti Järvinen per il lancio del giavellotto (1932) e Charles Hoff per il salto con l'asta (1925).
Ogni anno nello stadio si svolgono i Paavo Nurmi Games, un incontro di atletica leggera.